# Hockiana
Hockiana är ett släkte av insekter. Hockiana ingår i familjen Stictococcidae.
Kladogram enligt Catalogue of Life:
| Hockiana | \| \| Hockiana hirsutus \| \| \| \| \| \| Hockiana insolitus \| \| \| \| |
|          | \| \| Hockiana hirsutus \| \| \| \| \| \| Hockiana insolitus \| \| \| \| |
|          | Parastictococcus                                                         |
|          |                                                                          |
|          | Stictococcus                                                             |
|          |                                                                          |
|          | Hockiana hirsutus                                                        |
|          |                                                                          |
|          | Hockiana insolitus                                                       |
|          |                                                                          |

|  | Hockiana hirsutus  |
|  |                    |
|  | Hockiana insolitus |
|  |                    |